# Episodi di The Lion Guard (seconda stagione)
La seconda stagione della serie televisiva The Lion Guard è stata trasmessa negli USA a partire dal 7 luglio 2017 sul canale Disney Junior.
In Italia la prima parte della seconda stagione è andata in onda dall'11 ottobre 2017 al 21 settembre 2018, mentre la seconda parte è andata in onda dall'11 febbraio 2019 al 26 aprile dello stesso anno.
Il 4 marzo 2016, la Disney ha confermato che era in produzione una seconda stagione, sebbene non fosse stata detta una data esatta. Il doppiatore Kevin Schon ha dichiarato che la stagione 2 sarebbe andata in onda nell'autunno 2017 con uno speciale di un'ora. Oltre a ciò, ha anche affermato che la stagione 2 avrebbe avuto una trama più scura.
| nº       | Titolo originale             | Titolo italiano                        | Prima TV USA      | Prima TV Italia   |
| -------- | ---------------------------- | -------------------------------------- | ----------------- | ----------------- |
| 1        | Babysitter Bunga             | Banga il babysitter                    | 7 luglio 2017     | 11 ottobre 2017   |
| 2        | The Savannah Summit          | Il Vertice della savana                | 7 luglio 2017     | 23 ottobre 2017   |
| 3        | The Traveling Baboon Show    | Lo spettacolo viaggiante del babbuino  | 14 luglio 2017    | 24 ottobre 2017   |
| 4        | Ono and the Egg              | Ono e l'uovo                           | 21 luglio 2017    | 25 ottobre 2017   |
| Speciale | The Rise of Scar             | Il ritorno di Scar (prima parte)       | 29 luglio 2017    | 27 novembre 2017  |
| Speciale | The Rise of Scar             | Il ritorno di Scar (seconda parte)     | 29 luglio 2017    | 27 novembre 2017  |
| 5        | Let Sleeping Crocs Lie       | Non svegliare il coccodrillo che dorme | 11 agosto 2017    | 28 novembre 2017  |
| 6        | Swept Away                   | Giù per il fiume                       | 15 settembre 2017 | 29 novembre 2017  |
| 7        | Rafiki's New Neighbors       | I nuovi vicini di Rafiki               | 22 settembre 2017 | 30 novembre 2017  |
| 8        | Rescue in the Outlands       | Salvataggio nelle Terre di Nessuno     | 29 settembre 2017 | 1 dicembre 2017   |
| 9        | The Ukumbusho Tradition      | La tradizione dell'Ukumbusho           | 27 ottobre 2017   | 12 marzo 2018     |
| 10       | The Bite of Kenge            | Il morso di Kenge                      | 3 novembre 2017   | 13 marzo 2018     |
| 11       | Timon and Pumbaa's Christmas | Il Natale di Timon e Pumbaa            | 8 dicembre 2017   | 3 dicembre 2018   |
| 12       | The Morning Report           | Il rapporto del mattino                | 8 gennaio 2018    | 14 marzo 2018     |
| 13       | The Golden Zebra             | La zebra d'oro                         | 9 gennaio 2018    | 15 marzo 2018     |
| 14       | The Little Guy               | Il piccolo coccodrillo                 | 10 gennaio 2018   | 16 marzo 2018     |
| 15       | Divide and Conquer           | Il segno di fuoco                      | 11 gennaio 2018   | 17 settembre 2018 |
| 16       | The Scorpion's Sting         | La puntura dello scorpione             | 2 aprile 2018     | 18 settembre 2018 |
| 17       | The Wisdom of Kongwe         | La saggezza di Kongwe                  | 3 aprile 2018     | 19 settembre 2018 |
| 18       | The Kilio Valley Fire        | L'incendio della Valle di Kilio        | 4 aprile 2018     | 20 settembre 2018 |
| 19       | Undercover Kinyonga          | L'invisibile Kinyonga                  | 5 aprile 2018     | 21 settembre 2018 |
| 20       | Cave of Secrets              | La grotta dei segreti                  | 4 settembre 2018  | 11 febbraio 2019  |
| 21       | The Zebra Mastermind         | La mente strategica della zebra        | 5 settembre 2018  | 12 febbraio 2019  |
| 22       | The Hyena Resistance         | La resistenza delle iene               | 6 settembre 2018  | 13 febbraio 2019  |
| 23       | The Underground Adventure    | Avventura sottoterra                   | 7 settembre 2018  | 14 febbraio 2019  |
| 24       | Beshte and the Beast         | Beshte e la bestia                     | 12 novembre 2018  | 15 febbraio 2019  |
| 25       | Pride Landers Unite!         | L'unione fa la forza                   | 21 gennaio 2019   | 23 aprile 2019    |
| 26       | The Queen's Visit            | La visita della regina                 | 21 gennaio 2019   | 24 aprile 2019    |
| 27       | The Fall of Mizimu Grove     | L'incendio della boscaglia di Mizimu   | 25 marzo 2019     | 25 aprile 2019    |
| 28       | Fire from the Sky            | Fuoco dal cielo                        | 22 aprile 2019    | 26 aprile 2019    |

## Banga il babysitter
Muhimu chiede a Banga di badare a suo figlio mentre è via. Mentre sorveglia gli animali più giovani, Banga deve lavorare per tenerli al sicuro dal branco di Reirei; intanto Goigoi cerca di convincere la Guardia del Leone ad andare alle cascate Hakuna Matata per vedere come se la sta cavando Banga.
Canzone: "Teke Ruka Teleza" cantata da Banga

## Il Vertice della savana
Simba riunisce i leader dei diversi branchi di animali delle Terre del Branco per il vertice della Savana, al fine di prendere accordi per la stagione secca. La Guardia del Leone si insospettisce, dato che Makuu è uno dei partecipanti e sospetta che possa rovinare il viaggio. Nel frattempo, Makuu si dirige con Bupu, l'antilope nera, quando il coccodrillo vuole far dormire il suo branco nella sua pozza d'acqua durante la stagione secca. A causa dei suoi sospetti verso Makuu, Kion salta alle conclusioni troppo presto e lo attacca impulsivamente. Come risultato, Simba rimprovera il figlio, dicendogli che con la sua impulsività, stava rischiando di rovinare il Vertice. Confuso, Kion si allontana per parlare con lo spirito del nonno Mufasa, spiegandogli che nonostante Makuu non avesse fatto niente, aveva la brutta sensazione che possa rovinare tutto. Lui gli risponde con un modo di dire di Rafiki, per dirgli di non arrivare alle conclusioni troppo in fretta, e gli suggerisce di cercare di capire cosa succede senza saltare alle conclusioni. Ricordando il consiglio di suo nonno, Kion pensa che Makuu sia innocente, e che gli altri animali complottassero contro di lui, cosa che si scopre essere vera quando la Guardia del Leone lo salva dal cadere in una trappola piena di frutti marci. Il leoncino, per coprire il tutto, mente ai partecipanti dicendo che Makuu era morto a causa della trappola, e scopre che erano stati Twiga, il capo delle giraffe, e Vuruga Vuruga, il capo dei bufali a costruire la trappola. Dopo essere tornato illeso, Makuu dice che il Vertice può continuare, mentre Simba si congratula con suo figlio per aver salvato il Vertice. 
Canzone: "Tutti sono benvenuti" cantata da Simba e Zazu

## Lo spettacolo viaggiante del babbuino
Quando lo spettacolo viaggiante del babbuino guidato da Uroho arriva nelle Terre del Branco per esibirsi, finiscono col rubare il cibo degli altri animali. Dopo aver inseguito i babbuini nelle Terre di Nessuno, la Guardia del Leone deve ripensarci quando Janja, Cheezi e Chungu decidono di sbranare i babbuini.
Canzone: "Lo spettacolo viaggiante del babbuino" cantata da Uroho

## Ono e l'uovo
Ono, improvvisamente, diventa il protettore dell’uovo che appartiene all’umbretta Kulinda quando uno sparviero serpentario africano di nome Mpishi arriva nelle Terre del Branco per cercare cibo. Quando l’uovo dell’ombretta si schiude, Ono e la Guardia del Leone devono impedire al pulcino di diventare una preda di Mpishi, anche quando è aiutata dall’avvoltoio Mwoga.
Canzone: "Un vero pasto" cantata da Mpishi e Mwoga

## Speciale: Il ritorno di Scar (prima e seconda parte)
All'inizio della stagione secca, Ma Tembo lavora per trovare una nuova fonte d'acqua, e Rafiki accoglie una giovane mandrillo chiamata Makini come apprendista. Mentre è stufo di essere sempre calpestato e disturbato quando la Guardia del Leone è vicina, Ushari scopre inavvertitamente che Kion parla con lo spirito del nonno Mufasa. Dopo un'imboscata del clan di Janja, Ushari stringe un'alleanza con loro e cospirano per trovare un modo per evocare lo spirito di Scar. Mentre ascolta Rafiki, grazie alle sue spie lucertole, Ushari scopre che i malvagi leoni del passato appaiono nel fuoco, e una volta che sono stati convocati dal Ruggito degli Antenati, un bastone bakora può essere usato per parlare con loro. Con questa consapevolezza, il clan di Janja ruba il bastone bakora di Makini e rapisce Kiara per attirare Kion e la Guardia verso le Terre di Nessuno, con l'intento di ingannarlo e farlo ruggire con abbastanza potenza da far eruttare il vulcano delle iene. Dopo che la Guardia è riuscita a salvare Kiara, Janja schernisce Kion e minaccia di uccidere la sua famiglia. Quest'ultima minaccia, manda il leoncino su tutte le furie, facendolo ruggire rabbiosamente, e inconsapevolmente evoca Scar quando il vulcano erutta. Ushari e le iene sono quindi in grado di parlare con lo spirito di Scar nel vulcano dopo aver fatto cadere il bastone bakora. Nel frattempo, la Guardia del Leone e Kiara tornano nelle Terre del Branco in sicurezza, ma inconsapevoli che Scar è tornato.
Canzoni: "Fujo" cantata dal coro della Guardia del Leone; "La via dell'onore" cantata da Simba e Kion; "Riportiamo la leggenda" cantata da Janja, Ushari e le iene; e "Oggi è il mio giorno" cantata da Makini

## Non svegliare il coccodrillo che dorme
Dopo che la Guardia del Leone ha risvegliato per sbaglio Makuu e il suo branco dal loro letargo durante la stagione secca, inviando inconsapevolmente un fuggi fuggi vicino a dove stanno dormendo, la Guardia del Leone e Simba lavorano per trovare un nuovo posto per il branco di Makuu per sopportare la stagione secca. Durante questo episodio un coccodrillo di nome Kiburi cospira un piano contro Makuu che li porta a lottare in un Mashindano mentre Ushari convince i suoi tre seguaci ad attaccare Simba mentre è distratto per assassinarlo. Dopo che lui e i suoi seguaci sono stati cacciati dal branco di Makuu, perché Kiburi ha perso il Mashindano, e esiliati dalle Terre del Branco dopo che il tentativo di regicidio ai danni di Simba è stato fermato dalla Guardia del Leone, Kiburi si unisce alla squadra di Janja e Ushari che viene portato dinanzi a Scar, che ha intenzione di unire tutti gli animali delle Terre di Nessuno e portarli sotto la sua guida per attaccare le Terre del Branco. 
Canzone: "Io ho un piano" cantata da Scar, Ushari e Janja

## Giù per il fiume
Mentre lavorava per liberare la mandria di Thurston dal fiume prosciugato prima che il fango si indurisca, Kion non aveva altra scelta che usare il ruggito su una nuvola scura. La pioggia proveniente dalla nuvola scura non solo libera la mandria di Thurston, ma causa anche un’inondazione improvvisa che manda Beshte nelle Terre di Nessuno. Dopo che il gruppo di Shupavu informa Ushari della presenza di Beshte, Scar invia Janja, Cheezi e Chungu per aiutare il gruppo di Shupavu a porre una trappola per Beshte. Ora il resto della Guardia del Leone deve arrivare a Beshte prima che le iene lo uccidano.
Canzone: "Sono sempre ottimista" cantata da Beshte

## I nuovi vicini di Rafiki
Mentre Rafiki prepara Makini per dipingere il ritratto della famiglia reale, viene disturbato dai suoi nuovi vicini: Chama (un giovane elefante appartenente al branco di MaTembo), Mzaha (un giovane maschio di antilope nera appartenente al branco di Bupu) e Furaha (un giovane còlombo rosso appartenente al gruppo di Tumbili); e le loro buffonate continuavano a disturbare Rafiki. Nel frattempo, la Guardia del Leone lavora per proteggere gli animali delle Terre del Branco dalla minaccia di un temporale secco. Quando i lampi del temporale secco incendiano l’albero di Rafiki, Chama, Mzaha e Furaha devono aiutare la Guardia del Leone a spegnere l’incendio.
Canzone: "Tre di un tipo" cantata dal coro della Guardia del Leone

## Salvataggio nelle Terre di Nessuno
Le mosche hanno causato problemi nelle Terre del Branco. Dal momento che le mosche non sopportano il manto zebrato, la Guardia del Leone scorta la mandria di Thurston e Mbeya il rinoceronte verso una pozza d’acqua. Mentre Jasiri interferisce nei piani di Janja per arruolare il branco di sciacalli di Reirei dalla loro parte, Scar ordina al branco di Janja di intrappolare Jasiri e i suoi due fratellini in una delle buche eruttive del vulcano. Ciò obbliga Madoa a chiamare la Guardia del Leone per aiutarla a salvare Jasiri.
Canzone: "La iena peggiore che conosciamo" cantata da Janja, Cheezi e Chungu

## La Tradizione dell'Ukumbusho
L'Ukumbusho, una tradizione che celebra l’amicizia tra gli elefanti e i leoni delle Terre del Branco si svolge nella giungla Mizimu, e Makini ha il compito di dipingere un sole sulla fronte di ogni elefante presente. La Guardia del Leone deve interpretare la prima Guardia guidata da un leone chiamato Askari. Come Ma Tembo afferma che la prima Guardia era composta solo da leoni, Makini dipinge Banga, Ono, Beshte e Fuli per sembrare dei leoni mentre Timon e Pumbaa li aiutano a praticare la loro esibizione. Quando Makini finisce la vernice gialla utilizzata per i suoi dipinti arriva uno sciame di api che manda su tutte le furie gli elefanti. Ora la Guardia del Leone deve fermare la furia degli elefanti prima che la tradizione dell'Ukumbusho sia rovinata.
Canzone: "Possa esserci la pace" cantata da Kion, Banga, Fuli, Beshte e Ono

## Il morso di Kenge
Quando Janja, Cheezi e Chungu tentano di rubare i meloni Tikiti che contengono l’acqua di cui gli elefanti hanno bisogno durante la stagione secca, Scar ordina a Ushari di chiamare il suo amico varano del Nilo  chiamato Kenge per occuparsi della Guardia del Leone. Il suo morso velenoso paralizza temporaneamente Kion, Beshte e Fuli, inducendo Ono a chiamare Makini per trovare un rimedio per guarirli più velocemente mentre Rafiki è via. Mentre Makini utilizza i fuori di Ponya come cura per il morso, Banga e Ono vanno a salvare i meloni Tikiti da Kenge e la squadra di Janja.
Canzone: "Ecco Kenge" cantata da Ushari

## Il Natale di Timon e Pumbaa
Rafiki racconta a Makini di come Timon e Pumbaa hanno introdotto il Natale nelle Terre del Branco durante il periodo dell’anno in cui una grande stella brilla sia di giorno che di notte. Affinché Insetto Natale possa consegnare regali a Timon e Pumbaa, Banga arruola il resto della Guardia del Leone e la maggior parte degli animali delle Terre del Branco per aiutarlo a sorprendere Timon e Pumbaa con una sorpresa la mattina di Natale.
Canzoni: "Natale nelle Terre del Branco" cantata da Banga, Timon e Pumbaa; e "I dodici dì di Natale" cantata da Banga, Kion, Ono, Fuli e Beshte

## Il rapporto del mattino
Sotto gli ordini di Scar, Janja, Cheezi e Chungu rapiscono Zazu e lo portano nelle Terre di Nessuno per fargli rivelare segreti sul re Simba. Dopo che Kion ricorda che quando era ancora cucciolo Zazu ha salvato lui e Banga da Makuu e i coccodrilli di Pua, la Guardia del Leone scopre il rapimento di Zazu e si dirige nelle Terre di Nessuno per salvarlo.
Canzone: "Ho un grande affare da dire" cantata da Zazu

## La zebra d'oro
Quando c'è una carenza d'acqua nelle Terre del Branco, Simba ordina alla Guardia del Leone di recarsi nelle Terre Attingue per trovare il leader delle zebre, Dhahabu, e chiederle se è disposta a condividere il suo abbeveratoio con gli animali delle Terre del Branco. Quando trovano Dhahabu e la sua mandria scoprono che è una rara zebra dalle strisce dorate. Lungo la strada, devono affrontare Makucha, che con il suo branco di leopardi sta impedendo alle zebre di abbeverarsi alla loro fonte d'acqua.
Canzone: "La favolosa Dhahabu" cantata da Raha, Starehe, Dhahabu e le zebre

## Il piccolo coccodrillo
Beshte fa amicizia con geco di nome Hodari, che vorrebbe essere un coccodrillo, anche se Makuu non vuole che si unisca al suo branco. Testimoni dell’accaduto, Shupavu e Njano escogitano un piano per far sì che Hodari si unisca al branco di Kiburi. Il coccodrillo esiliato accetta Hodari nel suo branco, ma solo per compiere la sua vendetta contro Makuu. Kiburi tende un'imboscata a Makuu e il suo gruppo alla sua pozza dell'acqua quando è ferito e scaccia in malomodo Hodari, che si sente in colpa. Kion e la Guardia del Leone intervengono per liberare Makuu, e Hodari, si attacca al muso di Kiburi, permettendo a Makuu di liberarsi e sconfiggerlo, mentre Kion usa il Ruggito per rispedire lui e il suo branco alle Terre di Nessuno. Dopo lo scontro, Makuu permette a Hodari di unirsi al suo branco, rendendolo membro onorario.
Canzone: "Dammi una possibilità" cantata da Hodari

## Il segno di fuoco
Dopo che Scar ottiene l’alleanza con il branco di Reirei, gli sciacalli lavorano con il clan di Janja per causare due diversi attacchi nelle Terre del Branco allo stesso tempo, costringendo la Guardia del Leone a dividersi per fermarli. Per essere in due posti diversi contemporaneamente e ingannare sia il branco di Reirei che il clan di Janja, Kion chiede aiuto al drongo Tamaa per imitare le voci della Guardia. Nel frattempo, Scar ordina al clan di Janja di attaccare Rafiki, mentre il branco di Reirei distrae la Guardia altrove. Ma Kion si rende conto che il clan di Janja si sta dirigendo verso Rafiki e manda Tamaa a confondere il branco di Reirei mentre vanno a salvare Rafiki nella lotta contro le iene. Tuttavia, gli sciacalli scoprono che Tamaa li sta ingannando e si precipitano ad aiutare le iene. Durante la battaglia, Scar appare tra le fiamme di un incendio e parla con Janja. Kion vede momentaneamente lo spirito di Scar prima che svanisca, ma non è sicuro di cosa fare. Con l’aiuto di Tamaa e Rafiki, la Guardia vince la battaglia e Janja con Reirei si ritirano con i propri branchi. Nel punto in cui è comparso Scar, rimane un segno di bruciatura con uno strano simbolo. Rafiki lo riconosce dai dipinti del passato con un segno di terribile malvagità, e va a consultare le pitture nella tana per esserne sicuro.
Canzone: "Siamo i più intelligenti" cantata da Janja, Reirei, gli sciacalli e le iene

## La puntura dello scorpione
Bunga, nella grotta della Tana, comincia a parlare del Regno di Scar, e attribuisce il merito della sua sconfitta a Timon e Pumbaa, che danzarono per distrarre le iene alleate di Scar, ma Makini lo corregge, dicendogli che fu Simba a buttare giù dalla Rupe dei Re Scar dopo un intenso duello, e La Guardia ammette che è meglio che Scar non ci sia più, altrimenti il Regno sarebbe in pericolo. 
Nel frattempo, nel vulcano delle Terre di Nessuno, Scar annuncia al suo esercito che oggi elimineranno Simba e la Guardia del Leone, mandando Sumu, lo scorpione a pungere il Re. Alla Rupe dei Re, si festeggia il Ukumbushu, il giorno in cui Simba sconfisse Scar, con Rafiki che si presenta ed ospita tutti gli animali. Durante la cerimonia, Sumu punge Simba, che cadde a terra stanco e malato. Rafiki, dice alla Guardia che l'unico modo per curare Simba è una polvere nelle Terre di Nessuno. Kion, Bunga, Besthe, Ono e Fuli, aiutati da Makini, vanno alle Terre di Nessuno dopo aver scacciato Sumu. Poi nel vulcano, sono attaccati dalle iene, dai coccodrilli, dagli avvoltoi e dagli sciacalli. In quel momento, a loro si rivela con loro grande stupore Scar, che ordina un attacco. La Guardia del Leone sconfigge l'esercito di Scar e torna alle Terre di Nessuno con la cura per Simba, prima del tramonto. Kion annuncia a Rafiki che Scar è tornato, e decide che da adesso in poi combatterà contro Scar e il suo esercito per riportare la pace nelle Terre del Branco. 
Canzone: "Il buon re Simba" cantata da Rafiki

## La saggezza di Kongwe
Cercando consigli su come sconfiggere Scar, dopo che Simba e Kion hanno parlato con Mufasa, Simba e Rafiki mandano Makini e Fuli al fiume Urembo per scortare Kongwe, una vecchia e saggia tartaruga, alla Rupe dei Re. Lungo la strada, Fuli si sente frustata dal bisogno di Kongwe di fermarsi a osservare qualunque cosa. Tuttavia, quando devono fare una deviazione attraverso le Terre Attigue, Fuli finisce col prendere il consiglio di Kongwe su come affrontare il leopardo Makucha. Nel frattempo, Kion, Banga, Ono e Beshte pattugliano le Terre del Branco e salvano le eland giganti alcine da un incendio.
Canzone: "Il più veloce vado, più cose vedo" cantata da Fuli

## L'incendio della Valle di Kilio
Scar dà ordini al clan di Janja, il branco di Reirei, la flotta di Kiburi, e lo stormo di Mzingo che incendiano la Valle di Kilio, la casa della mandria di Ma Tembo, e li aggrediscono mentre la Guardia del Leone sta lavorando per estinguere le fiamme. L'incendio si disperde troppo, così la guardia non ha altra scelta che far evacuare gli elefanti, causando la combustione della valle. Mentre Kion lotta per trovare una nuova casa alla mandria di Ma Tembo in qualche altro posto nelle Terre del Branco, Scar ordina a Janja, Reirei, Kiburi e Mzingo di rimanere in quello che rimane della Valle di Kilio come parte del suo piano per conquistare le Terre del Branco pezzo per pezzo. Kion prova a trasferire gli elefanti alla Selva Ndefu coi galagoni di Laini, ma l'area è troppo piccola, quindi con le giraffe di Twiga, ma finiscono per far cadere i rami, causando problemi alle giraffe, e poi con le antilopi di Bupu, ma vengono scacciati anche da loro dopo aver alzato della polvere con le zampe, così pensano di andarsene dalla Terre del Branco. Frustrato per la sconfitta e per la situazione attuale, Kion chiede aiuto allo spirito di Mufasa, che consiglia al nipote di non farsi abbattere da una sconfitta e non farsi influenzare dai dubbi altrui. Quindi, il leoncino incarica gli elefanti di aiutare a salvare Laini e il suo gruppo di galagoni alla Selva Ndefu quando prende fuoco. Grazie all'aiuto degli elefanti, la selva è salva, e i galagoni decidono di accogliere gli elefanti finché non sarà tutto finito.
Canzone: "Sono andato a finire in questa discarica" cantata da Janja, Reirei e Mzingo

## L'invisibile Kinyonga
Dopo che Ono ha problemi ad infiltrarsi nelle Terre di Nessuno senza essere scoperto dagli avvoltoi di Mzingo, la Guardia del Leone incontra una giovane femmina di camaleonte velato di nome Kinyonga che si offre di spiare Scar nelle Terre di Nessuno grazie alla sua capacità di mimetizzarsi. Scar ordina a Janja e al suo clan di bloccare il fiume al di sopra delle cascate Hakuna Matata per impedire alle Terre del Branco di ricevere acqua. Kinyonga finisce per farsi scoprire vedere e viene inseguita attraverso le Terre di Nessuno dagli scincidi. Tuttavia, la Guardia va nelle Terre di Nessuno per salvare il camaleonte prendendo ispirazione dalle sue abilità mimetiche, che usano anche per sorprendere il clan di Janja impedendogli di portare a termine il piano di Scar.
Canzone: "Ora mi vedi, ora non più" cantata da Kinyonga

## La grotta dei segreti
Chiedendosi come sconfiggere Scar, Makini e la Guardia del Leone trovano un tunnel segreto nella loro tana. Secondo i dipinti del passato che raffigurano la prima guardia guidata da Askari, il segreto per sconfiggere il grande male è nascosto all'interno. Lungo la strada, ogni membro della guardia è sottoposto a una prova pericoloso per dimostrare la sua dignità. Alla fine del loro viaggio, si rendono conto che l'originale Guardia del Leone di Askari era il segreto, e attraverso le loro prove scoprono che insieme, come l'attuale Guardia del Leone, sono la forza che sconfiggerà Scar.
Canzone: "La saggezza sui muri" cantata da Makini

## La mente strategica della zebra
Cheezi e Chungu portano Thurston nelle Terre di Nessuno dopo averlo sentito vantarsi con la sua mandria di dare consigli alla Guardia del Leone. Una volta nelle Terre di Nessuno, Thurston fornisce inavvertitamente a Cheezi e Chungu informazioni sbagliate e li convince che la debolezza della Guardia del Leone sono fiori rossi. Presto Thurston dà a Goigoi, Tamka e Nduli dei poveri consigli su come indebolire la Guardia del Leone. Nel frattempo, la guardia pattuglia le Terre del Branco per tenere gli animali al sicuro dai diavoli di sabbia, e sono sconcertati dagli attacchi di Cheezi, Chungu, Goigoi, Tamka e Nduli. 
Canzone: "La mente strategica della zebra" cantata da Thurston e le zebre

## La resistenza delle iene
Quando Kion dice a Jasiri che Scar è tornato dopo un combattimento con il clan di Janja e la flotta di Kiburi, forma una resistenza di iene con il suo branco per aiutare la Guardia del Leone informandoli dei piani di Scar e fermando il branco di Janja, il branco di Reirei e la flotta di Kiburi prima che arrivino nelle Terre del Branco. Dopo i combattimenti alla foresta Mzimu, alle Grandi Sorgenti e al bosco Okute, Shupavu e Njano sentono parlare della resistenza delle iene e informano Scar di questa resistenza. Ciò consente ai gruppi di Janja, Reirei e Kiburi di ottenere il calo della resistenza delle iene e sconfiggerla. Ono informa il resto della Guardia della situazione e aiutano il clan di Jasiri a combatterli. Durante il combattimento, Janja cade in una delle buche eruttive del vulcano dopo essere stato accidentalmente colpito da uno dei coccodrilli di Kiburi, mentre il suo clan, il branco di Reirei e la flotta di Kiburi sono spazzati via dal Ruggito degli Antenati di Kion. Jasiri estrae Janja dalla buca eruttiva, cosa che lo sorprende. Jasiri dice a Janja che lui e il suo clan sono invitati a unirsi alla resistenza per aiutare a sconfiggere Scar e si sini sawa. Dopo qualche esitazione, Janja respinge la sua offerta e fugge, ma Jasiri rimane speranzosa che ci ripenserà. Nel frattempo, Shupavu e Njano ascoltano questo e si precipitano a informare Scar dell'esitazione di Janja. Mentre considera ancora le Terre di Nessuno la loro casa, Jasiri dice a Kion che lei e il suo clan continueranno a intercettare i piani di Scar finché Scar non se ne andrà.
Canzone: "Kwetu Ni Kwetu" cantata da Jasiri e le iene

## Avventura sottoterra
Mentre Kion, Banga, Kiara, Tiifu e Zuri si trovano alla pentola di fango ai margini delle Terre del Branco, Scar manda Mzingo con del fuoco per incendiare quella zona dopo essere stato informato da Shupavu e Njano. Cercando rifugio dal fuoco, i cinque si dirigono verso il covo di Muhangus l'oritteropo e sottoterra dove incontrano Kuchimba, una talpa dorata. Kuchimba li indica la direzione per la Rupe dei Re e aiuta Tiifu a superare la sua paura del buio. Alla fine, Kion, Banga, Kiara, Tiifu e Zuri si imbattono in Thurston, che si è trovato sottoterra. Presto saranno in grado di rintracciare Muhangus e convincerlo ad aiutarli a trovare un modo per tornare in superficie. Tiifu alla fine diventa amica di Thurston e lo aiuta a superare la paura del buio usando ciò che ha imparato da Kuchimba.
Canzone: "Niente da temere qui" cantata da Kuchimba

## Beshte e la bestia
Un grande e forte gorilla di montagna di nome Shujaa viene inviato nelle Terre del Branco dal re Sokwe per assistere la Guardia del Leone nella loro lotta contro i malvagi Reietti. Tuttavia, mentre combatte contro il clan di Janja, il branco di Reirei e la flotta di Kiburi, Shujaa finisce per danneggiare le Terre del Branco a causa della mancanza di controllo della propria forza, quindi Beshte aiuta Shujaa insegnandogli a pensare prima di agire. Quando scoppia un incendio, un albero sta per cadere su Kion, Banga e Fuli, ma Beshte li protegge, rimanendo ferito alla gamba. Shujaa,  interviene per mettere in salvo l'amico e sconfigge i Reietti.
Canzone: "Shujaa Ponda" cantata da Shujaa

## L'unione fa la forza
Kion raccoglie la mandria di Ma Tembo, la mandria di Bupu, il gruppo di Laini e il branco di Mbeya per prepararli nella loro lotta contro i malvagi Reietti. Dopo che l'addestramento non è andato a buon fine, Kion chiede a Makuu di aiutare ad addestrare gli animali delle Terre del Branco, ma Makuu, dopo l'addestramento, diventa presto frustrato e li abbandona. Quando Scar sente le notizie dagli scincidi, ordina al clan di Janja, al branco di Reirei e alla flotta di Kiburi di attaccare la flotta di Makuu nella loro pozza d'acqua, ma gli abitanti delle Terre del Branco sono determinati ad aiutare Makuu e la sua flotta e seguire la Guardia del Leone per aiutarli. Riuscendo infine a scacciare i Reietti.
Canzone: "Terre del Branco unite" cantata dal coro della Guardia del Leone

## La visita della regina
Dhahabu e la sua mandria di zebre visitano le Terre del Branco per promuovere il trattato con Simba per l'uso da parte degli abitanti delle Terre del Branco del loro abbeveratoio durante la stagione secca. Kiara, Tiifu e Zuri regalano a Dhahabu un tour nelle Terre del Branco, ma vengono presto minacciate da un grande incendio, obbligando la Guardia del Leone di salvarle e Dhahabu ordina a Fuli di essere la sua guardia del corpo fino a quando la sua visita non sarà terminata. Tuttavia, Scar ordina al branco di Reirei di abbattere Dhahabu. Nel frattempo, Raha e Starehe vogliono essere al fianco della loro leader e fare tutto il possibile per aiutare affrontando Goigoi nel primo attacco e nel secondo attacco con il branco di Reirei e i membri della flotta di Kiburi in una pozza d'acqua.
Canzone: "Saltellate con me" cantata da Dhahabu, Raha, Starehe, le zebre e gli animali delle Terre del Branco

## L'incendio della boscaglia di Mizimu
Mentre gli animali delle Terre del Branco sono in bilico a causa dei recenti attacchi da parte dei Reietti, Makini è entusiasta per il suo mpando mpya, la piantagione di un baobab nella boscaglia di Mizimu da parte di un Mjuzi reale in allenamento. Per rallegrare tutti, Kion decide di trasformare il mpando mpya di Makini in un grande evento e invita tutti gli abitanti del regno a testimoniarlo, e chiede a Timon e Pumbaa di organizzare uno spettacolo per intrattenerli. Tuttavia, gli scincidi ascoltano tutto e informano Scar, che escogita un piano per distruggere la boscaglia di Mizimu. Dopo aver avuto a che fare con il clan di Janja, il branco di Reirei e la flotta di Kiburi che attaccano la boscaglia di Mizimu durante i festeggiamenti, lo spirito di Scar appare tra le fiamme di un incendio e si trova faccia a faccia con Simba e gli abitanti del regno per la prima volta. Gli animali del regno vengono spaventati dall'aspetto di Scar e pensano di lasciare le Terre del Branco per evitare ulteriori attacchi. Quella sera, Kion va a controllare i danni e scopre che la Boscaglia Mizimu è completamente distrutta. Preoccupato per la situazione a causa del ritorno di Scar, chiede consigli allo spirito del nonno Mufasa, che gli dice che è un bravo leader per la sua capacità di capire gli altri nei momenti disperati, poi gli dice di non perdere mai la speranza, neanche nelle situazioni peggiori. Finita la conversazione con il nonno, il giovane leader scopre che l'alberello di baobab che Makini aveva piantato è sopravvissuto all'intero attacco. Ciò ispira gli animali a restare, poiché si rendono conto di essere più forti insieme e festeggiano con il mpando mpya di Makini.
Canzone: "Tujiinue" cantata da Timon e Pumbaa, e Fuli

## Fuoco dal cielo
Quando Ono ha difficoltà a capire l'origine del fuoco che viene dal cielo, la Guardia del Leone persuade un'aquila marziale di nome Anga ad aiutare Ono a volare più in alto. Anga scopre presto che lo stormo di Mzingo sta provocando i recenti incendi, sotto gli ordini di Scar. Kion decide di contrastare gli avvoltoi con più volatili, quindi manda Ono a chiamare Hadithi, con Anga che lo segue. Ono quindi conduce Hadithi, Anga e il resto degli uccelli delle Terre del Branco a combattere lo stormo di Mzingo mentre la Guardia del Leone impedisce ai fuochi di bruciare in una zona secca.
Canzone: "Altezza e vista" cantata da Anga e Ono